# Hemdingen
Hemdingen er en by og en kommune i det nordlige Tyskland, beliggende i Amt Rantzau under Kreis Pinneberg. Kreis Pinneberg ligger i den sydlige del af delstaten Slesvig-Holsten.

## Geografi
Kommunen Hemdingen ligger omkring 4 km nordvest for Quickborn. Lige øst for kommunen går Bundesstraße B 4, der går fra Quickborn mod Bad Bramstedt.
Dele af Statsskov Rantzau ligger i kommunens område, hvor der også ligger flere tørvemoser: Vielmoor, Himmelmoor og Bredenmoor.

## Historie
Der findes spor af bebyggelser fra yngre stenalder, og der er enkelte fredede gravhøje.
Byen nævnes skriftligt førte gang i 1564.